# The Saga of Tanya the Evil: The Movie
The Saga of Tanya the Evil: The Movie (劇場版 幼女戦記, Gekijōban Yōjo Senki) é um filme de ação e fantasia japonês de 2019, baseado na série de light novels Youjo Senkil, pretende ser uma sequela da série de anime que foi ao ar em 2017. Foi lançado no Japão em 8 de fevereiro de 2019. O elenco e a equipe reprisaram seus papéis na série de anime.

## Enredo
A trama do filme segue diretamente após os eventos do último episódio da série de TV anime.
O filme abre em uma igreja, anos após a guerra. Adelheid von Schugel, agora sacerdote, explica a um freqüentador de igreja sua crença de que o Império estava em guerra com o mundo inteiro porque todas as outras nações o temiam.
No passado, o 203.º Batalhão de Magos Aéreos faz uma espiada na África contra as forças da República Livre, onde o 203.º ajuda o lado imperial a obter uma vantagem tática decisiva, destruindo completamente a sede da República Livre. À medida que a batalha termina, Tanya anuncia triunfantemente que o 203.º voltaria ao Império para R&amp;R, para o prazer dos soldados do 203.º. No entanto, após sua chegada ao Império, Rerugen ordena a 203.ª a uma missão de reconhecimento imediato na fronteira oriental do Império com a Federação Russy.
Na fronteira, o 203.º observa secretamente os movimentos das forças da Federação, incluindo o armazenamento de material de guerra. No entanto, assim que o 203.º se prepara para recuar, o 203.º recebe mensagens de rádio da Sede Estratégica alertando que a Federação declarou guerra ao Império. Depois disso, Tanya ordena que a 203.ª entre na ofensiva, e todo o acampamento inimigo é destruído. Após algumas considerações, Tanya propõe um ataque direto a Moscou, capital da Federação, à qual Weiss responde chocado. No entanto, Tanya descarta suas preocupações e garante a Weiss que a defesa de AA de Moscou é tão ruim que um Cessna poderia ser desembarcado na Praça Vermelha sem ser molestado. Tanya expressa silenciosamente o prazer pela chance de perturbar a Federação e zomba do conceito de comunismo . Mais tarde, o QG autoriza o ataque.
Enquanto isso, a subtenente Mary Sioux, que se alistou no Exército dos EUA como mago aéreo, está em um trem em direção a Moscou com outros voluntários militares multinacionais da 42.ª Divisão Voadora. Ela escreve uma carta para sua mãe, compartilhando suas experiências em treinamento de recrutamento, expressando que está bem, mas sente falta da mãe. Ela também menciona seus objetivos por ter se juntado ao 42.º: destruir o Império que matou seu pai, Anton Sioux. Tendo chegado a Moscou, o comandante de Mary, tenente-coronel William Drake, conhece seu tio, que revela a Drake os vários eventos da Federação. Drake lidera a 42.ª em direção ao quartel.
Em outros lugares de Moscou, o 203 chegou e começa um ataque devastador. Eles usam o ataque como um meio de gravar imagens de propaganda . Loria, um pedófilo membro da Federação de gabinete testemunhas Tanya cantar e torna-se grosseiramente apaixonado por ela.
Os 42, que estavam realizando um exercício de treinamento, sofrem baixas como resultado do ataque. Maria, testemunhando o 203.º tocar o hino nacional imperial sobre Moscou, fica agitada. Ela recusa as ordens de Drake e parte para a 203.ª, forçando os membros restantes da 42.ª a também se envolverem em batalha. O 203 experimenta perdas mínimas; em contraste, o 42.º sofre perdas graves. Mary fica furiosa depois de descobrir que Tanya está carregando o rifle de seu pai e envolve Tanya em um duelo, mas é derrotada. No entanto, quando Mary cai no chão, uma luz ofuscante brilha dela. Logo depois, o 203.º recua. Maria é encontrada deitada em uma cratera, gravemente ferida. Quando ela perde a consciência, seus olhos ficam amarelos quando ela implora a Deus por poder para matar Tanya.
Tarde da noite no Campo Temporário Imperial da Fronteira Leste 21, o 203.º e outros soldados imperiais comemoram seus sucessos e ficam bêbados. Algum tempo depois, o 203.º recebe ordens de emergência para auxiliar as 3.ª e 22.ª Divisões, que foram cercadas em Tiegenhoff. Tanya nota alegremente que retomar o controle de Tiegenhoff permitiria ao Império o acesso a um importante centro ferroviário que conecta todas as linhas ferroviárias à Federação. Mais tarde, o 203.º conseguiu defender Tiegenhoff, para o deleite dos soldados cercados. De volta a Moscou, Loria descobre a presença de Tanya em Tiegenhoff e defende o uso de mão de obra em massa para capturar a cidade, que é aprovada. Em outro lugar, o 42.º se prepara para a batalha em um campo de pouso da Federação, incluindo uma Mary milagrosamente recuperada. Drake compartilha com seu tio sua frustração por ter sido enviado para a batalha; os magos do 42.º dia acabaram de deixar o treinamento básico.
No dia seguinte, a Federação inicia um ataque de ondas humanas em Tiegenhoff, causando enormes baixas de ambos os lados. A luta continua no dia seguinte, com a chegada do 42.º. Além disso, a Federação tenta lançar um voo de bombardeiro, escoltado por um grande número de caças, para destruir a sede imperial em Tiegenhoff. Mary vê Tanya e desobedece às ordens de Drake; ela interrompe e duela com raiva de Tanya, enquanto exibe seu poder mágico anormalmente enorme. O 203.º derruba com sucesso os bombardeiros.
Enquanto duela com Mary, Tanya chega à conclusão de que Mary foi influenciada pelo Ser X, que concedeu a Mary seu poder de pressionar Tanya a adorá-lo. Tanya dispara seu feitiço mais forte, mas não mata Mary. Maria incapacita Tanya e a agride violentamente, e então olha para a estátua de um anjo com alegria. Tanya então aproveita a oportunidade para ferir gravemente Mary, mas antes que Mary seja morta, ela é resgatada por Drake. Drake recebe uma mensagem de rádio do dia 42, que sofreu enormes perdas, de que o exército da Federação está recuando. Portanto, Drake ordena que o 42.º se retire, fazendo Mary chorar por ter falhado em matar Tanya. Mais tarde, enquanto olha para os incontáveis mortos da batalha, Tanya monólogos que sua visão de 'vida pacífica' dificilmente se materializará devido à intromissão da Existência X.
Dez dias depois, Tanya convence com sucesso a Sede Estratégica de deixá-la se transferir para a retaguarda por dois meses para fazer pesquisas sobre táticas combinadas de batalha de armas . Em uma igreja, ela expressa alegria por ter sido removida da linha de frente, e insulta Existência X.
Dois meses depois, Tanya é informada por Zettour de que agora ela recebeu o controle da 8.ª Salamandra de Kampfgruppe : uma unidade de armas combinadas que inclui artilharia, infantaria, tanques e seu próprio 203.º, a fim de investigar a eficácia de sua própria pesquisa. Tanya então expressa raiva.

## Elenco
| Personagens                    | Voz japonesa     |
| ------------------------------ | ---------------- |
| Kurt von Rudersdorf            | Tessho Genda     |
| Matheus Johann Weiss           | Daiki Hamano     |
| Pierre Michel de Lugo          | Takaya Hashi     |
| Victoriya Ivanovna Serebryakov | Saori Hayami     |
| Rhiner Neumann                 | Daichi Hayashi   |
| Wilibald Koenig                | Jun Kasama       |
| Vooren Grantz                  | Yūsuke Kobayashi |
| Severin Bientot                | Ryokan Koyanagi  |
| Erich von Rerugen              | Shin-ichiro Miki |
| Isaac Dustin Drake             | Binbin Takaoka   |
| Adelheid von Schugel           | Nobuo Tobita     |
| Mary Sioux                     | Haruka Tomatsu   |
| Tanya von Degurechaff          | Aoi Yūki         |
| Hans von Zettour               | Hōchū Ōtsuka     |

## Recepção
O filme foi um sucesso tanto crítico quanto comercial, ganhando 100 milhões de ienes nos primeiros cinco dias e 400 milhões de ienes no total.
No geral, o filme recebeu críticas geralmente positivas. Dave Trumbore, da Collider, avaliou favoravelmente o filme, dando-lhe um 'A-'. Trumbore escreveu: "A guerra funciona como pano de fundo para esses dois magos incrivelmente poderosos que terminam em rota de colisão com os outros, e é uma luta que você não vai querer perder". Jordan Ramée, da GameSpot, classificou-o em 7/10 e elogiou a introdução de Mary Sioux como personagem, escrevendo: "Mary [Sioux] injeta um nível bem-vindo de tensão na história e é um vilão atraente para Tanya lutar", mas também observa que "além da luta final, as batalhas não têm a intensidade de uma briga aérea".